# Luis Enrique
Luis Enrique Martínez García (Gijón, 8 mei 1970), of kortweg Luis Enrique, is een Spaans voetbaltrainer en voormalig profvoetballer. Hij speelde bij Sporting Gijón, Real Madrid, FC Barcelona en het Spaans nationaal elftal. Luis Enrique was een zeer veelzijdige speler die zowel in de verdediging, het middenveld als de aanval uit de voeten kon. Zijn favoriete positie was echter die van aanvallende middenvelder. Hij stond bekend om zijn temperament, vechtlust en gedrevenheid. Enrique won als trainer tweemaal de UEFA Champions League (met FC Barcelona en Paris Saint-Germain) en is een van twee trainers, samen met Pep Guardiola, die tweemaal een continentale treble wist te winnen.
Na zijn spelerscarrière ging hij aan de slag als trainer. Hij werd in juni 2014 hoofdtrainer van zijn voormalige club FC Barcelona, waarmee hij in 2015 de treble won. Na het wereldkampioenschap voetbal 2018 werd Enrique de nieuwe bondscoach van Spanje. In juni 2019 nam hij ontslag om privéredenen. Luis Enrique maakte op 29 augustus 2019 met een verklaring via sociale media het overlijden van zijn negenjarige dochter Xana bekend. Zijn dochter verloor een maandenlange strijd tegen botkanker. Op 19 november 2019 werd bekend dat Enrique opnieuw aangesteld werd als bondscoach van Spanje. Op 8 december 2022 werd hij ontslagen. 
Enrique werd op 5 juli 2023 aangesteld als hoofdtrainer van Paris Saint-Germain. Met deze ploeg won hij op 31 mei 2025 de eerste UEFA Champions League uit de clubhistorie.

## Carrière als speler

### Jeugd
Luis Enrique werd geboren in Gijón, waar hij zich op jonge leeftijd aansloot bij zaalvoetbalclub Xeitosa. Daar werd hij samen met ploegmaat Abelardo ontdekt door Sporting Gijón. Op 11-jarige leeftijd maakte hij de overstap naar Escuela de fútbol de Mareo, de voetbalschool van Sporting.

### Sporting Gijón
Op 24 september 1989 maakte de 19-jarige Luis Enrique tegen CD Málaga zijn debuut in de Primera División, maar de middenvelder zou pas in het volgende seizoen uitgroeien tot een vaste waarde. Onder hoofdtrainer Ciriaco Cano werd Luis Enrique als spits ingeschakeld. In het seizoen 1990/91 vormde hij een succesvol aanvalsduo met de Slowaak Milan Luhový en was hij goed voor veertien doelpunten. Sporting Gijón eindigde op de vijfde plaats en mocht daardoor een seizoen later deelnemen aan de UEFA Cup.

### Real Madrid
Het opvallend debuutjaar van de Spanjaard leverde hem in 1991 een transfer op naar topclub Real Madrid, dat een bedrag van zo'n 1,5 miljoen euro betaalde voor zijn overgang. In het team van trainer Radomir Antić kreeg Luis Enrique regelmatig speelkansen, maar moest hij zich vooral op zijn verdedigende taken concentreren. De middenvelder kon zich aanvankelijk niet manifesteren bij de Koninklijken, die in zowel 1992 als 1993 vicekampioen werden achter rivaal FC Barcelona. In 1993 veroverde Real wel de Copa del Rey, maar Luis Enrique kwam in de finale tegen Real Zaragoza niet in actie.
Pas na de komst van de Argentijnse trainer Jorge Valdano in de zomer van 1995 kende Luis Enrique meer succes. Als rechtermiddenvelder groeide hij uit tot een vaste waarde. Real versloeg in januari 1995 Barcelona met 5–0, na onder meer een doelpunt van Luis Enrique, en werd enkele maanden later voor het eerst in vijf jaar landskampioen.
Met spelers als Raúl, Michael Laudrup en Iván Zamorano leek Real ook in het seizoen 1995/96 een grote kans te maken op de titel, maar het elftal van Valdano kende een sportieve crisis. De Argentijnse trainer werd in januari 1996 ontslagen en zag hoe Real uiteindelijk zesde werd en naast een Europees ticket greep. Het bestuur greep in en besloot onder meer het contract van Luis Enrique niet te verlengen. In de zomer van 1996 namen de Koninklijken afscheid van onder meer Luis Enrique, Laudrup, Zamorano, Freddy Rincón, Míchel, Miquel Soler en Juan Esnáider.

### FC Barcelona
De transfervrije Luis Enrique maakte de overstap naar aartsrivaal FC Barcelona, waar hij verenigd werd met jeugdvriend Abelardo. Hoewel hij een ex-speler was van Real wist Luis Enrique met zijn inzet en neus voor doelpunten de harten van de Catalaanse supporters te veroveren. In zijn eerste seizoen bij FC Barcelona, onder trainer Bobby Robson, speelde hij voornamelijk op de linkerflank en vormde hij samen met Pep Guardiola, Luís Figo en Iván de la Peña het middenveld van de Blaugrana. Met zeventien doelpunten was hij na de Braziliaanse spits Ronaldo de meest doeltreffende speler van Barcelona, dat in juni 1997 de Copa del Rey won na spannende verlengingen tegen Real Betis. Een maand eerder had FC Barcelona ook de Europacup II veroverd. Het versloeg in de finale Paris Saint-Germain met 1–0.
Ook na de komst van Louis van Gaal in 1997 bleef Luis Enrique een vaste waarde op het middenveld. De Spanjaard, die geprezen werd om zijn werkkracht, polyvalentie en scorend vermogen, veroverde in het seizoen 1997/98 de UEFA Super Cup, beker en landstitel. Ook een jaar later werd FC Barcelona kampioen.
Nadien veroverde Luis Enrique, die inmiddels een van de leiders van het team was geworden, geen prijzen meer. Aan het begin van de 21e eeuw kende Barcelona een sportieve terugval, hoewel het met jonge spelers als Carles Puyol, Xavi en Andrés Iniesta over een nieuwe talentvolle generatie beschikte. In 2002, na het afscheid van Sergi, kreeg Luis Enrique de aanvoerdersband. Twee jaar later werd besloten om het aflopende contract van de Spaanse middenvelder niet te verlengen. Luis Enrique gaf de aanvoerdersband door aan Phillip Cocu en besloot een punt te zetten achter zijn spelerscarrière. Op 16 mei 2004 speelde hij tegen Racing Santander zijn laatste wedstrijd in het shirt van FC Barcelona.

## Clubstatistieken
| Club           | Seizoen | Primera División | Primera División | Copa del Rey | Copa del Rey | Supercopa | Supercopa | Europa | Europa | UEFA Super Cup | UEFA Super Cup | Totaal | Totaal |
| Club           | Seizoen | Wed              | Goals            | Wed          | Goals        | Wed       | Goals     | Wed    | Goals  | Wed            | Goals          | Wed    | Goals  |
| -------------- | ------- | ---------------- | ---------------- | ------------ | ------------ | --------- | --------- | ------ | ------ | -------------- | -------------- | ------ | ------ |
| Sporting Gijón | 1989/90 | 1                | 0                | 0            | 0            | –         | –         | –      | –      | –              | –              | 1      | 0      |
| Sporting Gijón | 1990/91 | 35               | 14               | 9            | 3            | –         | –         | –      | –      | –              | –              | 44     | 17     |
| Real Madrid    | 1991/92 | 29               | 4                | 6            | 1            | –         | –         | 6      | 0      | –              | –              | 41     | 5      |
| Real Madrid    | 1992/93 | 34               | 2                | 6            | 0            | –         | –         | 8      | 1      | –              | –              | 48     | 3      |
| Real Madrid    | 1993/94 | 28               | 2                | 4            | 1            | 2         | 0         | 6      | 0      | –              | –              | 40     | 3      |
| Real Madrid    | 1994/95 | 35               | 4                | 2            | 0            | –         | –         | 6      | 0      | –              | –              | 43     | 4      |
| Real Madrid    | 1995/96 | 31               | 3                | 0            | 0            | 2         | 0         | 8      | 0      | –              | –              | 41     | 3      |
| FC Barcelona   | 1996/97 | 35               | 17               | 7            | 1            | 2         | 0         | 7      | 0      | –              | –              | 51     | 18     |
| FC Barcelona   | 1997/98 | 34               | 18               | 6            | 3            | 1         | 0         | 6      | 4      | 2              | 0              | 49     | 25     |
| FC Barcelona   | 1998/99 | 26               | 11               | 3            | 0            | 2         | 0         | 3      | 1      | –              | –              | 34     | 12     |
| FC Barcelona   | 1999/00 | 19               | 3                | 5            | 3            | 2         | 0         | 7      | 6      | –              | –              | 33     | 12     |
| FC Barcelona   | 2000/01 | 28               | 9                | 4            | 1            | –         | –         | 9      | 6      | –              | –              | 41     | 16     |
| FC Barcelona   | 2001/02 | 23               | 5                | 0            | 0            | –         | –         | 15     | 6      | –              | –              | 38     | 11     |
| FC Barcelona   | 2002/03 | 18               | 8                | 0            | 0            | –         | –         | 8      | 2      | –              | –              | 26     | 10     |
| FC Barcelona   | 2003/04 | 24               | 3                | 1            | 0            | –         | –         | 5      | 2      | –              | –              | 30     | 5      |
| Totaal         |         | 400              | 102              | 53           | 13           | 11        | 0         | 94     | 28     | 2              | 0              | 560    | 144    |

## Interlandcarrière
Luis Enrique maakte zijn debuut voor het Spaans voetbalelftal op 17 april 1991 in de wedstrijd tegen Roemenië. Een jaar later won hij op de Olympische Zomerspelen van Barcelona met het Spaans olympisch elftal de gouden medaille. Hij maakte toen deel uit van een getalenteerd team bestaande uit onder meer Pep Guardiola, Abelardo, Santiago Cañizares en Albert Ferrer.
In 1994 mocht hij van bondscoach Clemente ook deelnemen aan het WK in de Verenigde Staten. De middenvelder van Real Madrid speelde de eerste twee wedstrijden van de groepsfase, tegen Duitsland en Zuid-Korea, die telkens in een gelijkspel eindigden. In het laatste duel, tegen Bolivia, kwam hij niet aan spelen toe. De wedstrijd werd met 3–1 gewonnen waardoor Spanje het in de volgende ronde mocht opnemen tegen Zwitserland. De Spanjaarden, met Luis Enrique opnieuw in de basis, wonnen overtuigend met 3–0. De middenvelder van Madrid scoorde na 74 minuten het tweede doelpunt. Ook in de kwartfinale, waarin Spanje door een late treffer van Italië werd uitgeschakeld, speelde hij 90 minuten mee. Nochtans incasseerde hij in dat duel een elleboogstoot van Mauro Tassotti. Luis Enrique verloor door het incident veel bloed, maar desondanks kreeg Tassotti geen kaart. Achteraf werd de Italiaan voor acht duels geschorst, wat het het einde van zijn interlandcarrière betekende.
Twee jaar later, in 1996, nam Clemente de middenvelder ook mee naar het EK in Engeland. Spanje bereikte de tweede ronde, waarin het door het gastland werd uitgeschakeld na strafschoppen. Na het toernooi ging Luis Enrique, die zich in de EK-wedstrijd tegen Frankrijk had laten opmerken met een schop in het gelaat van Bixente Lizarazu, voor het eerst aan de slag bij Barcelona.
Op het WK 1998 in Frankrijk overleefde Spanje de groepsfase niet. Luis Enrique, die in elk duel aan de aftrap verscheen, scoorde in de laatste wedstrijd tegen Bulgarije zijn tweede WK-doelpunt. Twee jaar later was Spanje er ook bij op Euro 2000 in Nederland en België, maar Luis Enrique miste het toernooi door een zware knieblessure. In 2002 nam de Spanjaard deel aan zijn laatste toernooi als international. Op het WK in Japan en Zuid-Korea bereikte Spanje opnieuw de kwartfinale, waarin het na strafschoppen werd uitgeschakeld door het Zuid-Korea van bondscoach Guus Hiddink. Luis Enrique mocht tijdens het duel na 80 minuten invallen voor Juan Carlos Valerón. Het was zijn 61e en laatste interland voor Spanje.

## Carrière als trainer

### Beginjaren
Nadat Luis Enrique in 2004 zijn loopbaan als profvoetballer had beëindigd, bleef hij actief sporten. Hij legde zich toe op zijn hobby's atletiek, wielrennen en surfen. Hij reisde de wereld rond en deed mee aan de marathon van New York (2005) en de marathon van Amsterdam (2006). Nadat Luis Enrique in Madrid een verkorte trainersopleiding had gevolgd, besloot hij in juni 2007 om samen met zijn voormalige ploeggenoot Pep Guardiola aan de slag te gaan als jeugdtrainer in het opleidingscentrum (cantera) van FC Barcelona. In 2008 werd Luis Enrique trainer van FC Barcelona B, het tweede elftal van de Catalaanse club. Hij was er de opvolger van Guardiola die de overstap naar het eerste elftal had gemaakt. In 2010 promoveerde het team onder leiding van Luis Enrique van de Segunda División B naar de Segunda División A.

### AS Roma
In juni 2011 werd Luis Enrique aangesteld als trainer van AS Roma. De Spanjaard moest de voetbalfilosofie van Barcelona introduceren in het Italiaanse voetbal. Hij haalde onder meer Bojan Krkić, José Ángel en Maarten Stekelenburg naar Rome. In zijn technische staf voorzag hij een functie voor oud-ploeggenoot Iván de la Peña, hoewel die ook een verleden had bij Roma's stadsrivaal SS Lazio.
De periode van Luis Enrique bij AS Roma was geen succes. De Italiaanse club werd in de laatste voorronde van de UEFA Europa League verrassend uitgeschakeld door Slovan Bratislava, na een 1–0 nederlaag in Slowakije en een 1–1 gelijkspel in het Stadio Olimpico. Ook in de Serie A haalde Roma niet het gewenste succes. De club werd zevende en greep zo naast een Europees ticket. Na het seizoen bevestigde sportief directeur Franco Baldini dat de club op zoek ging naar een nieuwe trainer, hoewel Luis Enrique nog een contract voor een jaar had.

### Celta de Vigo
Na het Italiaans avontuur keerde Luis Enrique terug naar Spanje. Op 8 juni 2013 werd hij door Celta de Vigo aangesteld als hoofdtrainer. Hij haalde onder meer Andreu Fontàs en Rafinha naar Vigo. Met de twee ex-spelers van Barcelona had hij als jeugdtrainer al eens samengewerkt. Zowel Fontàs, die door de concurrentie met Gerard Piqué, Carles Puyol, Javier Mascherano en Marc Bartra amper speelkansen kreeg bij Barcelona, als Rafinha groeide onder Luis Enrique uit tot een vaste waarde in het elftal van Celta de Vigo. De club sloot het seizoen 2013/14 af op de negende plaats.

### FC Barcelona
Op 16 mei 2014 stapte Luis Enrique op bij Celta de Vigo. De pers suggereerde toen al dat hij de nieuwe trainer van FC Barcelona zou worden. Toen Barcelona een dag later in de laatste competitiewedstrijd 1–1 gelijkspeelde tegen Atlético Madrid en zo naast de titel greep, besloot ook trainer Gerardo Martino om ontslag te nemen. Op 19 mei 2014 werd Luis Enrique voorgesteld als de opvolger van Martino. In zijn kielzog keerde ook Rafinha terug naar Camp Nou. Luis Enrique won in zijn eerste jaar als trainer van FC Barcelona zowel de landstitel, de Spaanse beker als de UEFA Champions League. Enkele dagen na de Champions League-finale verlengde Enrique zijn contract tot 30 juni 2017. Ook in zijn tweede jaar loodste hij FC Barcelona naar de landstitel. Zijn ploeg stelde het kampioenschap veilig door op de slotdag van de competitie (14 mei 2016) met 3-0 te winnen bij Granada. Daardoor bleef Barca de aartsrivaal Real Madrid een punt voor in de eindrangschikking. Daarnaast haalde FC Barcelona dit seizoen de finale van de Copa del Rey.
Aan het einde van het seizoen 2016/17 stapte Luis Enrique op bij Barcelona, dat de titel had moeten afstaan aan aartsrivaal Real Madrid. Hij zwaaide af met winst van de Copa del Rey op zaterdag 27 mei 2017. In de finale won zijn ploeg met 3–1 van Deportivo Alavés. Na afloop was Luis Enrique openhartig over zijn toekomstplannen: "Ik weet nog niet wat ik ga doen, maar ik sta eigenlijk overal voor open. Ik sluit niet eens uit dat ik binnen een andere sport ga werken. Alles hangt af van de aanbiedingen die ik krijg. Ik zie mezelf wel bij een andere club werken, ik denk dat ik dan ook goed kan presteren."

### Spaans elftal
Luis Enrique werd op maandag 9 juli 2018 aangesteld als bondscoach van Spanje. Zijn benoeming volgde op de uitschakeling van het Zuid-Europese land op het WK 2018 in Rusland, waar de nationale ploeg in de achtste finales werd geëlimineerd door het gastland. Spanje stond bij dat toernooi onder leiding van Fernando Hierro, die als technisch directeur twee dagen voor de start van het toernooi de leiding kreeg nadat de bond zich had ontdaan van bondscoach Julen Lopetegui.
In de eerste wedstrijd van Luis Enrique als bondscoach werd er gewonnen in de Nations League tegen Engeland, ondanks de vroege achterstand. In de tweede wedstrijd werd er voor dezelfde competitie gespeeld. WK-finalist Kroatië kwam op bezoek en er werd met 6–0 gewonnen, het grootste verlies in de historie van het Kroatisch voetbalelftal. In speelronde vier van de Nations League verloor Enrique voor het eerst met Spanje. De Engelsen scoorden driemaal. Het was voor het eerst dat Spanje zoveel doelpunten tegen kreeg in een thuiswedstrijd en het eerste verlies in eigen huis sinds juni 2003. Doordat Spanje een maand later met dezelfde cijfers (3–2) verloor van Kroatië, waren 'La Roja' afhankelijk van de wedstrijd tussen Engeland en Kroatië of ze groepswinnaar worden of niet en dus of ze mogen deelnemen aan 'the Final Four'. Engeland zegevierde in die wedstrijd en dus haalde de ploeg van Luis Enrique het niet.
In juni 2019 stapte hij vanwege persoonlijke omstandigheden op. Zijn assistent Robert Moreno nam het over. In november 2019 keerde hij echter terug. Hij raakte hierdoor in conflict met zijn assistent, die graag als hoofdtrainer het EK wilde doen. Enrique besloot uiteindelijk dat Moreno moest vertrekken, tot onbegrip van Moreno.
Luis Enrique werd op 8 december 2022 ontslagen. Hij slaagde er met zijn ploeg niet in om de kwartfinale te bereiken en werd in de achtste finales uitgeschakeld door Marokko op het WK 2022 in Qatar. Hij werd opgevolgd door Luis de la Fuente.

### Paris Saint-Germain
Luis Enrique werd op 5 juli 2023 aangesteld als hoofdtrainer van Paris Saint-Germain. Zijn benoeming volgde op het ontslag van Christophe Galtier, die eerder op de dag werd ontslagen door de club.
Op 31 mei 2025 won Luis Enrique de UEFA Champions League met Paris Saint-Germain, dat in de finale met 5-0 van Internazionale won en zo voor het eerst in de clubhistorie het belangrijkste Europese clubtoernooi won.
Na winst van de UEFA Champions League lukte het Luis Enrique om voor de tweede keer de treble te winnen, nu in dienst van de Parijzenaren.

## Erelijst
Als speler
 Real Madrid
- Primera División: 1994/95
- Copa del Rey: 1992/93
- Supercopa de España: 1993

 FC Barcelona
- Primera División: 1997/98, 1998/99
- Copa del Rey: 1996/97, 1997/98
- Supercopa de España: 1996
- UEFA Cup Winners' Cup: 1996/97
- UEFA Super Cup: 1997

 Spanje onder 23
- Olympische Zomerspelen: 1992

Individueel als speler
- Beste Nieuwkomer Primera División: 1990/91
- ESM Team van het Jaar: 1996/97
- FIFA 100

Als trainer
 FC Barcelona
- Primera División: 2014/15, 2015/16
- Copa del Rey: 2014/15, 2015/16, 2016/17
- Supercopa de España: 2016
- UEFA Champions League: 2014/15
- UEFA Super Cup: 2015
- FIFA Club World Cup: 2015

 Paris Saint-Germain
- Ligue 1: 2023/24, 2024/25
- Coupe de France: 2023/24, 2024/25
- Trophée des Champions: 2023, 2024
- UEFA Champions League: 2024/25

Individueel als trainer
- Primera División Trainer van het Jaar: 2015
- FIFA Wereldtrainer van het Jaar: 2015
- IFFHS Beste Clubtrainer van de Wereld: 2015
- World Soccer Trainer van het Jaar: 2015
- European Coach of the Season: 2014/15
- La Liga Trainer van de Maand: mei 2016

## Trivia
- Luis Enrique speelde bij zowel de nationale ploeg als Barcelona steevast met het rugnummer 21.

- Biblioteca Nacional de España: XX5490945
- International Standard Name Identifier: 0000 0004 5092 1764
- Library of Congress Control Number: no2015139448
- Bibliotheek van het Japanse parlement: 001218213
- Nationale Bibliotheek van Polen: a0000003142453
- Virtual International Authority File: 316736321
- WorldCat: E39PBJxWVy4dfd7kmkhTjqq84q

1 Donnarumma ·
2 Hakimi ·
3 Kimpembe ·
5 Marquinhos  ·
7 Kvaratschelia ·
8 Ruiz ·
9 Ramos ·
10 Dembélé ·
14 Doué ·
17 Vitinha ·
19 Lee ·
21 Hernández ·
23 Kolo Muani ·
23 Kolo Muani ·
24 Mayulu ·
25 Mendes ·
29 Barcola ·
33 Zaïre-Emery ·
35 Beraldo ·
39 Safonov ·
42 Zague ·
45 El Hannach ·
49 Mbaye ·
51 Pacho ·
80 Tenas ·
87 Neves ·
Coach: Enrique
· Assistent-coach: Pol
1 Cañizares ·
2 Ferrer ·
3 Lasa ·
4 Solozábal ·
5 Juanma ·
6 Villabona ·
7 Amavisca ·
8 Enrique ·
9 Guardiola ·
10 Abelardo ·
11 Manjarín ·
12 Paqui ·
13 Jiménez ·
14 Vidal ·
15 Soler ·
16 Miguel · 
17 Berges ·
18 Pinilla ·
19 Kiko ·
20 Alfonso ·
Coach: Miera
1 Zubizarreta  ·
2 Ferrer ·
3 Otero ·
4 Camarasa ·
5 Abelardo ·
6 Hierro ·
7 Goikoetxea ·
8 Guerrero · 
9 Guardiola ·
10 Bakero ·
11 Begiristain ·
12 Sergi Barjuán ·
13 Cañizares ·
14 Juanele ·
15 Caminero ·
16 Miñambres ·
17 Voro ·
18 Alkorta ·
19 Salinas ·
20 Nadal ·
21 Enrique ·
22 Lopetegui ·
Coach: Clemente
1 Zubizarreta  ·
2 López ·
3 Belsué ·
4 Alkorta ·
5 Abelardo ·
6 Hierro ·
7 Amavisca ·
8 Guerrero ·
9 Pizzi ·
10 Donato ·
11 Alfonso ·
12 Sergi Barjuán ·
13 Cañizares ·
14 Kiko ·
15 Caminero ·
16 Otero ·
17 Manjarín ·
18 Amor ·
19 Salinas ·
20 Nadal ·
21 Enrique ·
22 Molina ·
Coach: Clemente
1 Zubizarreta  ·
2 Ferrer ·
3 Aranzábal ·
4 Alkorta ·
5 Abelardo ·
6 Hierro ·
7 Morientes ·
8 Guerrero · 
9 Pizzi ·
10 Raúl ·
11 Alfonso ·
12 Sergi Barjuán ·
13 Cañizares ·
14 Campo ·
15 Aguilera ·
16 Celades ·
17 Etxeberria ·
18 Amor ·
19 Kiko ·
20 Nadal ·
21 Enrique ·
22 Molina ·
Coach: Clemente
1 Casillas ·
2 Torres ·
3 Juanfran ·
4 Helguera ·
5 Puyol ·
6 Hierro  ·
7 Raúl ·
8 Baraja ·
9 Morientes ·
10 Tristán ·
11 De Pedro ·
12 Luque ·
13 Ricardo ·
14 Albelda ·
15 Romero ·
16 Mendieta ·
17 Valerón ·
18 Sergio ·
19 Xavi ·
20 Nadal ·
21 Enrique ·
22 Joaquín ·
23 Contreras ·
Coach: Camacho
1 De Gea ·
2 Azpilicueta ·
3 D. Llorente ·
4 Torres ·
5 Busquets  ·
6 M. Llorente ·
7 Morata ·
8 Koke ·
9 Moreno ·
10 Thiago ·
11 Torres ·
12 García ·
13 Sánchez ·
14 Gayà ·
16 Rodri ·
17 Ruiz ·
18 Alba ·
19 Olmo ·
20 Traoré ·
21 Oyarzabal ·
22 Sarabia ·
23 Simón ·
24 Laporte ·
26 Pedri ·
Coach: Enrique
1 Sánchez ·
2 Azpilicueta ·
3 García ·
4 Torres ·
5 Busquets  ·
6 Llorente ·
7 Morata ·
8 Koke ·
9 Gavi ·
10 Asensio ·
11 Torres ·
12 Williams ·
13 Raya ·
14 Baldé ·
15 Guillamón ·
16 Rodri ·
17 Pino ·
18 Alba ·
19 Soler ·
20 Carvajal ·
21 Olmo ·
22 Sarabia ·
23 Simón ·
24 Laporte ·
25 Fati ·
26 Pedri ·
Coach: Enrique